# Йорк, Филипп, 1-й граф Хардвик
Филипп Йорк, 1-й граф Хардвик (англ. Philip Yorke, 1nd Earl of Hardwicke; 1 декабря 1690 — 6 марта 1764) — английский юрист и политик, занимавший пост лорда-канцлера Великобритании.

## Предыстория
Родился 1 декабря 1690 года в Дувре, графство Кент. Сын адвоката Филиппа Йорка (? — 1721) и Элизабет Гиббон, дочери Ричарда Гиббона из Ролвендена, Кент. Он получил образование в школе в Бетнал-Грин.
В 16 лет Йорк поступил в адвокатскую контору Чарльза Солкельда в Холборне, Лондон. Он был принят в Миддл-Темпл в ноябре 1708 года и, возможно, рекомендован своим работодателем лорду-главному судье Паркеру в качестве наставника по праву для своих сыновей.
В 1715 году Филиппа Йорка призвали в коллегию адвокатов, где его успехи, по словам лорда Кэмпбелла, были более быстрыми, чем у любого другого дебютанта в анналах нашей профессии, причем его продвижению во многом способствовало покровительство Томаса Паркера, 1-го графа Маклсфилда, который стал лордом-канцлером в 1718 году. В 1719 году он заработал себе репутацию юриста по вопросам акционерного права в деле, в котором была заинтересована семья Роберта Уолпола, аргументами, демонстрирующими глубокое знание и исследование юрисдикции канцлера, в вопросах, которые он впоследствии более полно развил в знаменитое письмо лорду Кеймсу о различии между законом и справедливостью.
Благодаря влиянию графа Маклсфилда на герцога Ньюкасла Филипп Йорк в 1719 году был избран в Палату общин в качестве депутата от Льюиса и был назначен генеральным солиситором с рыцарским званием в 1720 году, хотя тогда он проработал адвокатом всего четыре года.
В 1739 году он приобрел Уимпол-холл в графстве Кембриджшир.

## Карьера
Преследование Кристофера Лейера за государственную измену как якобита подняло репутацию Филиппа Йорка как оратора-криминалиста. В 1723 году, уже став генеральным прокурором (атторнеем), он провел через Палату общин законопроект о наказаниях против Фрэнсиса Аттербери. На основании своей личной дружбы он был освобожден от действий от имени короны во время импичмента графу Маклсфилду в 1725 году. Вскоре лорд Хардвик нашёл себе нового покровителя в лице герцога Ньюкасла.
Лорда Хардвика также помнят как одного из двух авторов заключения Йорка-Толбота о рабстве, когда он был офицером королевского закона в 1729 году. Это мнение было направлено на определение законности рабства, и Хардвик (тогда Филипп Йорк) и Чарльз Толбот полагали, что это было законно. Мнение было широко распространено и на него опирались многие. Лорд Хардвик впоследствии поддержал точку зрения, изложенную в заключении, в качестве судьи в деле Пирна против Лайла (1749). Он оказал ценную услугу правительству Роберта Уолпола, поддержав законопроект о запрете займов иностранным державам (1730), об увеличении армии (1732 г.) и об акцизном законопроекте (1733 г.).
В ноябре 1733 года Филипп Йорк был назначен лордом-главным судьей королевской скамьи с титулом барона Хардвика и был принят в состав Тайного совета. В 1737 году он сменил лорда Чарльза Толбота на посту лорда-канцлера Великобритании, став таким образом членом кабинета сэра Роберта Уолпола.
Политическое значение лорда Хардвика значительно возросло после его перехода в Палату лордов, где некомпетентность герцога Ньюкасла возложила на канцлера обязанность защищать меры правительства. Он сопротивлялся предложению Джона Картерета о сокращении армии в 1738 году и враждебным Испании резолюциям по поводу ушей капитана Дженкинса. Но когда сэр Роберт Уолпол объявил войну Испании, Хардвик выступил за энергичные меры по её ведению. Он пытался сохранить мир между Ньюкаслом и Уолполом. Нет достаточных оснований для обвинения Хораса Уолпола в том, что падение сэра Роберта было вызвано предательством лорда Хардвика.
Никто не был более удивлен, чем он сам, когда он сохранил за собой пост канцлера в следующей администрации и в одной из своих лучших речей в мае 1742 года сопротивлялся предложению выплатить компенсацию свидетелям против Роберта Уолпола. Он оказывал ведущее влияние в правительстве Спенсера Комптона, графа Уилмингтона. Когда лорд Уилмингтон умер в августе 1743 года, именно лорд Хардвик выдвинул Генри Пелэма на вакантную должность вопреки притязаниям Уильяма Палтни. В течение многих лет с этого времени он был контролирующим органом в правительстве.
Во время отсутствия короля на континенте барон Хардвик оставался во главе регентского совета. Таким образом, ему пришлось принять согласованные меры по борьбе с восстанием якобитов в 1745 году. После битвы при Каллодене он председательствовал на суде над шотландскими пэрами-якобитами, его поведение, хотя и было беспристрастным с юридической точки зрения, не было ни достойным, ни щедрым; и он должен нести частичную ответственность за жестокость, примененную к повстанцам, и особенно за казни устаревших преступников Чарльза Рэдклифа и (в 1753 году) Арчибальда Кэмерона из Лохейла. В 1746 году он провел крупную реформу, которая свергла сохранившуюся в Шотландии феодальную власть в форме частных наследуемых юрисдикций в руках землевладельцев. С другой стороны, его закон 1748 года о разоружении горцев и запрете использования тартана в их одежде был досадным, но не эффективным. Лорд Хардвик поддержал реформу календаря Честерфилда в 1751 году. В 1753 году его законопроект о легализации натурализации евреев в Англии пришлось отклонить из-за народного шума, который он вызвал.
После смерти Пелема в 1754 году лорд Хардвик получил для герцога Ньюкасла пост премьер-министра, а за вознаграждение был назначен графом Хардвиком и виконтом Ройстоном. Когда в ноябре 1756 года слабость правительства и угрожающий аспект иностранных дел вынудили герцога Ньюкасла уйти в отставку, Хардвик ушёл вместе с ним. Он сыграл роль в переговорах о коалиции между Ньюкаслом и Питтом в 1757 году, когда принял место в кабинете Питта, не вернувшись на мешок с шерстью. После воцарения Георга III лорд Хардвик выступил против правительства министерства премьер-министра лорда Бьюта по вопросу мира с Францией в 1762 году и по налогу на сидр в следующем году.
Лорд Хардвик скончался в Лондоне 6 марта 1764 года. Он похоронен вместе со многими своими потомками на кладбище Святого Андрея в Уимполе. Ему наследовал его старший сын Филипп Йорк, виконт Ройстон.

## Семья
16 мая 1719 года Филипп Йорк женился на Маргарет Кокс (? — 10 сентября 1761), дочери политика Чарльза Кокса (1646—1727) и Мэри Сомерс, сестры лорда-канцлера Сомерса, вдове Уильяма Лайгона (? — 1716). У супругов было пять сыновей и две дочери:
- Филипп Йорк, 2-й граф Хардвик (9 декабря 1720 — 16 мая 1790), старший сын и преемник отца.
- Достопочтенный Чарльз Йорк[англ.] (9 декабря 1720 — 16 мая 1790), как и его отец, стал лордом-канцлером.
- Леди Элизабет Йорк (август 1725 — 1 июня 1760), в 1748 году она вышла замуж за Джорджа Ансона, 1-го барона Ансона.
- Достопочтенный Джозеф Йорк[англ.] (24 июня 1724 — 2 декабря 1792), дипломат, получил титул барона Дувра.
- Достопочтенный Джон Йорк[англ.] (27 августа 1728 — 4 сентября 1801), член Палаты общин
- Достопочтенный Джеймс Йорк[англ.] (9 марта 1730 — 26 августа 1808), епископ Эли.
- Леди Маргарет Йорк (? — 10 августа 1769), в 1749 году вышла замуж за сэра Гилберта Хиткота, 3-го баронета[англ.].